# جيرالد باري (ملحن)
جيرالد باري (بالإنجليزية: Gerald Barry)‏ (و. 1952  م) هو ملحن أيرلندي، ولد في مقاطعة كلير.